# Kriegsehrenkreuz für heldenmütige Tat

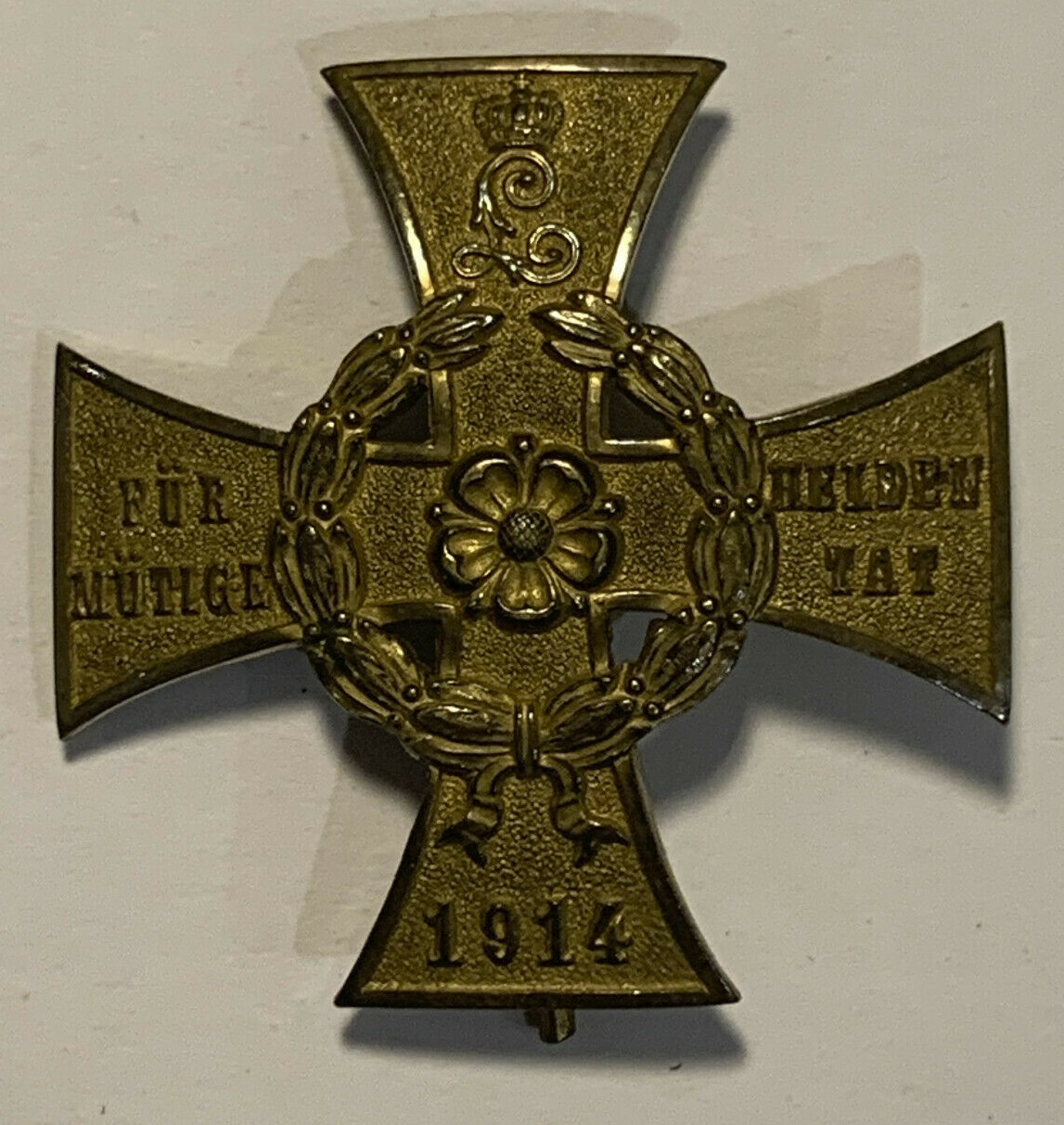
Kriegsehrenkreuz für heldenmütige Tat

Das Kriegsehrenkreuz für heldenmütige Tat wurde am 8. Dezember 1914 durch Fürst Leopold IV. zur Lippe gestiftet, um ganz besonders hervorragendes Heldentum oder todesmutige Einzelkriegstaten auch in entsprechender Weise ehren zu können.

## Aussehen
Das Ordenszeichen ist ein Steckkreuz in Form eines Tatzenkreuzes. Auf dem linken und rechten Kreuzarm steht FÜR HELDEMÜTIGE TAT, auf dem oberen ist die Initiale des Stifters, ein L und auf dem unteren die Zahl 1914 zu sehen. In der Mitte des Kreuzes befindet sich die Lippische Rose, die von einem Lorbeerkranz umschlossen ist.

## Verleihungen
Insgesamt sind 740 Verleihungen nachweisbar.